# Nabil Shuail
Nabil Sulayman Dawod Shuail (Koeweit, 1 januari 1962) is een Koeweitse zanger en componist. Hij staat bekend als een van de belangrijkste vertolkers van de Khaliji-muziek en wordt in de Golfregio vaak aangeduid als de Bulbul al-Khaleej (“Nachtegaal van de Golf”).

## Biografie
Shuail werd geboren in Koeweit en begon in de vroege jaren 1980 met optreden. Zijn muzikale loopbaan kreeg bekendheid na de uitgave van het album Sikat Safar (1982), waarmee hij zijn doorbraak beleefde. In de daaropvolgende decennia groeide hij uit tot een van de bekendste zangers in de Golfstaten.

## Carrière
Shuail heeft een groot aantal albums en singles uitgebracht bij diverse platenmaatschappijen, waaronder Funoon Al Jazeera, Rotana en EMI Music Arabia. Hij wordt vaak genoemd als een van de eerste artiesten uit de regio die zong in meerdere Arabische dialecten, waaronder Egyptisch, Marokkaans en Libanees. Daarmee droeg hij bij aan de verspreiding van Khaliji-muziek buiten het Arabisch Schiereiland.
Zijn optredens vonden plaats op tal van grote podia in de Arabische wereld. In 2018 trad hij op tijdens het Spring of Culture Festival in Bahrein, samen met zanger Abdallah Al Rowaished. In 2021 werd hij uitgenodigd voor de concertserie Infinite Nights tijdens Expo 2020 in Dubai, waar zijn lange carrière centraal stond.